# دهستان تامسالو
دهستان تامسالو (به لاتین: Tamsalu Parish) یک دهستان در استونی است که در شهرستان لنه-ویرو واقع شده‌است.

## خصوصیات
دهستان تامسالو ۲۱۴٫۶۱ کیلومترمربع مساحت و ۴٬۵۵۴ نفر جمعیت دارد.